# Gunnar Isachsen

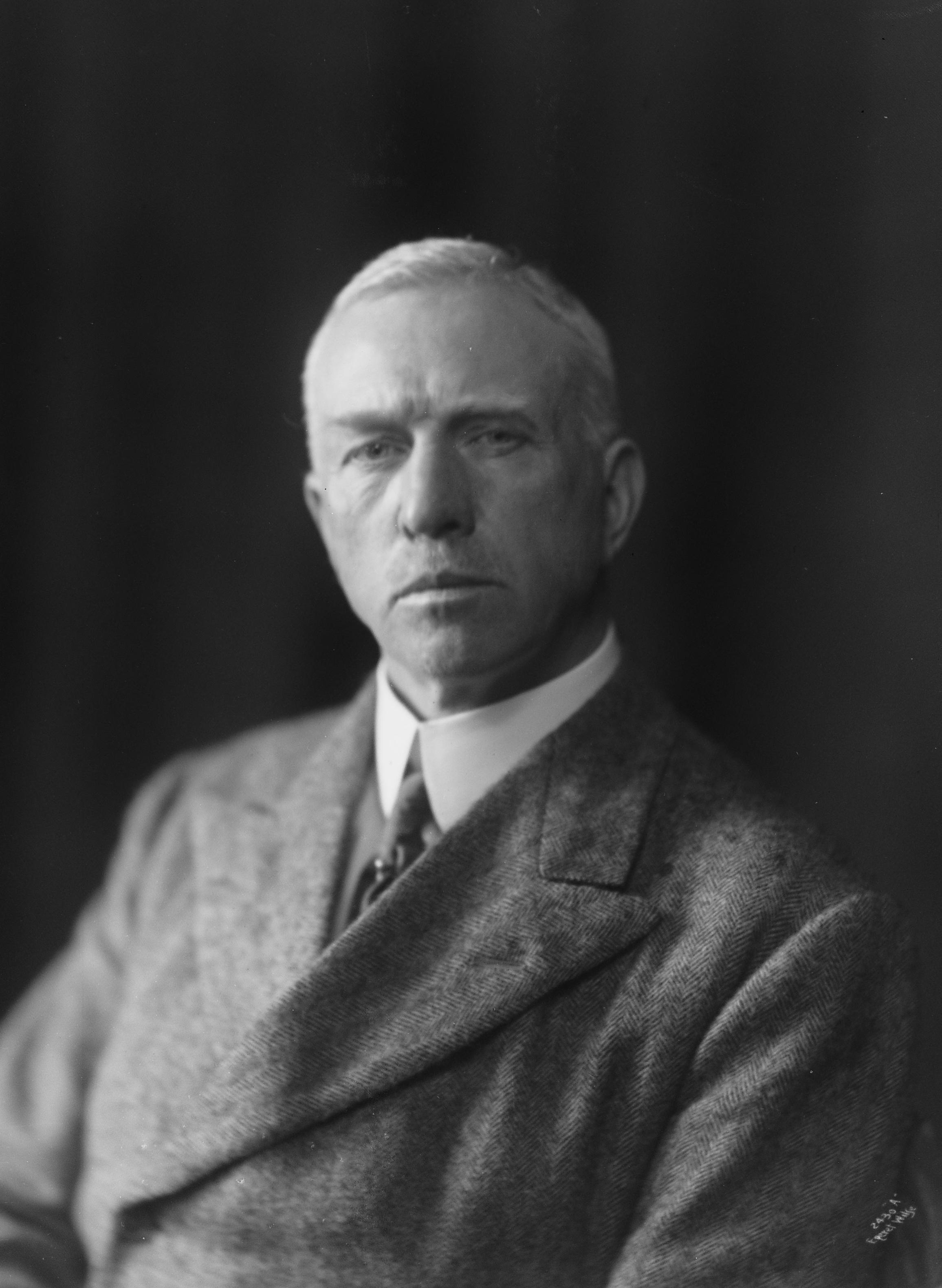
Gunnar Isachsen

Gunnerius Ingvald Isachsen, född 3 oktober 1868 i Drøbak, död 19 december 1939 i Asker, var en norsk polarfarare.
Gunnar Isachsen blev officer 1891 och anslöt sig 1898 som kartograf till den andra, av Otto Sverdrup ledda, Framexpeditionen. Han tjänstgjorde 1903-05 som volontär vid franska kavalleriregementen i Afrika samt var 1906 chef för den av furst Albert I av Monaco utrustade oceanografiska expeditionen till farvattnen vid Svalbard. Efter att i norska geografiska sällskapets "Aarbog" ha redogjort för sitt deltagande i denna färd, uppgjorde han en plan till kartläggning av ögruppen.
Isachsen ledde somrarna 1909 och 1910 en av norska staten och enskilda mecenater bekostad expedition till Svalbard, för vars rika resultat dels av honom själv, dels av andra lämnades redogörelser i Videnskabsselskabets i Kristiania skrifter (1911 ff.). Om dess vetenskapliga resultat se "Expedition Isachsen au Spitsberg 1909-10" (del 1, 1916).
Vid Spetsbergenfrågans behandling på fredskonferensen i Paris 1919 var Gunnar Isachsen den norska regeringens tekniska delegat. Han deltog i expeditioner till Östgrönland 1923 och 1924, deltog i valfångst i Rosshavet 1926-27, norska statens valinspektör i Södra ishavet 1929-30 och ledare för den fjärde Norvegiaexpeditionen vid Antarktis 1930-31.
Isachsen avbildades på ett norskt frimärke 2006 med anledning av 100-årsminnet av Svalbards utforskning.